# Датч Гейнор
Датч Гейнор (англ. Dutch Gainor, нар. 10 квітня 1904, Калгарі — пом. 16 січня 1962) — канадський хокеїст, що грав на позиції центрального нападника.
Володар Кубка Стенлі. 

## Ігрова кар'єра
Хокейну кар'єру розпочав 1923 року.
Протягом професійної клубної ігрової кар'єри, що тривала 12 років, захищав кольори команд «Бостон Брюїнс», «Нью-Йорк Рейнджерс», «Оттава Сенаторс» та «Монреаль Марунс».
Загалом провів 268 матчів у НХЛ, включаючи 22 гри плей-оф Кубка Стенлі.

## Нагороди та досягнення
- Володар Кубка Стенлі в складі «Бостон Брюїнс» — 1929.
- Володар Кубка Стенлі в складі «Монреаль Марунс» — 1935.

## Статистика
| Сезон        | Клуб                 | Ліга                | Регулярний сезон | Регулярний сезон | Регулярний сезон | Регулярний сезон | Регулярний сезон | Плей-оф | Плей-оф | Плей-оф | Плей-оф | Плей-оф |
| Сезон        | Клуб                 | Ліга                | І                | Г                | П                | О                | ШХ               | І       | Г       | П       | О       | ШХ      |
| ------------ | -------------------- | ------------------- | ---------------- | ---------------- | ---------------- | ---------------- | ---------------- | ------- | ------- | ------- | ------- | ------- |
| 1923–24      | «Бельвю Бульдогс»    | АСХЛ                | —                | —                | —                | —                | —                | —       | —       | —       | —       | —       |
| 1923–24      | «Бельвю Бульдогс»    | Кубок Аллана        | —                | —                | —                | —                | —                | 1       | 0       | 0       | 0       | 0       |
| 1924–25      | «Кровснест Пасс»     | АСХЛ                | —                | —                | —                | —                | —                | —       | —       | —       | —       | —       |
| 1925–26      | «Дулут Горнетс»      | АХА                 | 15               | 1                | 0                | 1                | 0                | 5       | 0       | 0       | 0       | 0       |
| 1926–27      | «Калгарі Тайгерс»    | Хокейна ліга Прерій | 23               | 16               | 11               | 27               | 38               | 2       | 0       | 0       | 0       | 0       |
| 1927–28      | «Бостон Брюїнс»      | НХЛ                 | 42               | 8                | 4                | 12               | 35               | 2       | 0       | 0       | 0       | 6       |
| 1928–29      | «Бостон Брюїнс»      | НХЛ                 | 44               | 14               | 5                | 19               | 30               | 5       | 2       | 0       | 2       | 4       |
| 1929–30      | «Бостон Брюїнс»      | НХЛ                 | 42               | 18               | 31               | 49               | 39               | 3       | 0       | 0       | 0       | 0       |
| 1930–31      | «Бостон Брюїнс»      | НХЛ                 | 35               | 8                | 3                | 11               | 14               | 5       | 0       | 1       | 1       | 2       |
| 1931–32      | «Нью-Йорк Рейнджерс» | НХЛ                 | 46               | 3                | 9                | 12               | 9                | 7       | 0       | 0       | 0       | 2       |
| 1932–33      | «Спрингфілд Індіанс» | КАХЛ                | 13               | 7                | 5                | 12               | —                | —       | —       | —       | —       | —       |
| 1932–33      | «Оттава Сенаторс»    | НХЛ                 | 2                | 0                | 0                | 0                | 0                | —       | —       | —       | —       | —       |
| 1932–33      | «Саскатун Кресентс»  | ЗКХЛ                | 21               | 10               | 11               | 21               | 4                | —       | —       | —       | —       | —       |
| 1933–34      | «Калгарі Тайгерс»    | ПЗХЛ                | 34               | 23               | 19               | 42               | 24               | 5       | 2       | 0       | 2       | 2       |
| 1934–35      | «Монреаль Марунс»    | НХЛ                 | 35               | 0                | 4                | 4                | 2                | —       | —       | —       | —       | —       |
| 1935–36      | «Калгарі Тайгерс»    | ПЗХЛ                | 40               | 21               | 14               | 35               | 6                | —       | —       | —       | —       | —       |
| 1936–37      | «Портленд Бакурейс»  | ТХЛ                 | 13               | 0                | 0                | 0                | 0                | —       | —       | —       | —       | —       |
| Усього в НХЛ | Усього в НХЛ         | Усього в НХЛ        | 246              | 51               | 56               | 107              | 129              | 22      | 2       | 1       | 3       | 14      |